# لونوو (شهرستان لوبلین)
لونوو (به لاتین: Leonów) یک روستا در لهستان است که در گمینا نگمتسه واقع شده‌است. لونوو ۳۴۰ نفر جمعیت دارد.